# Steffeln

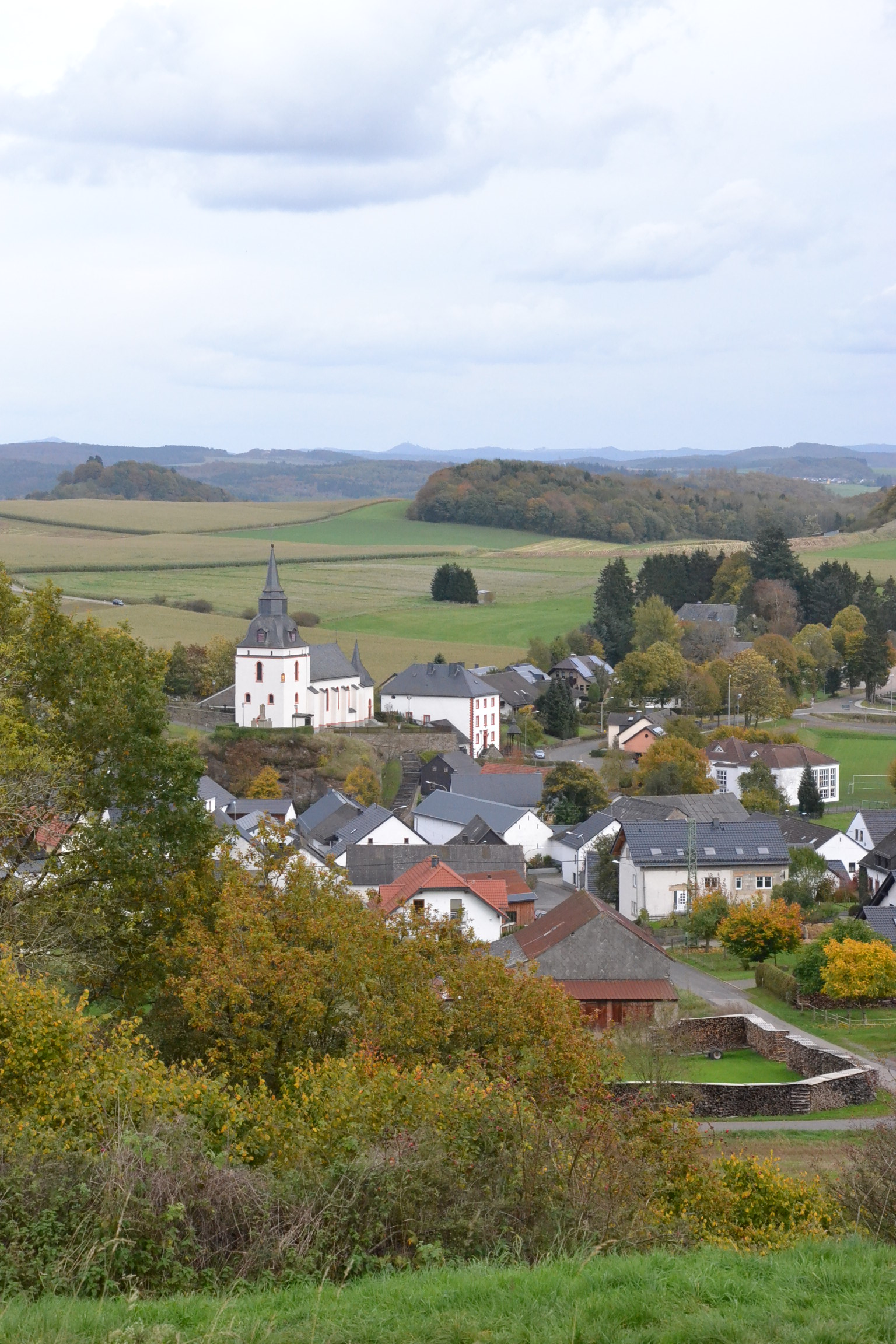
Steffeln

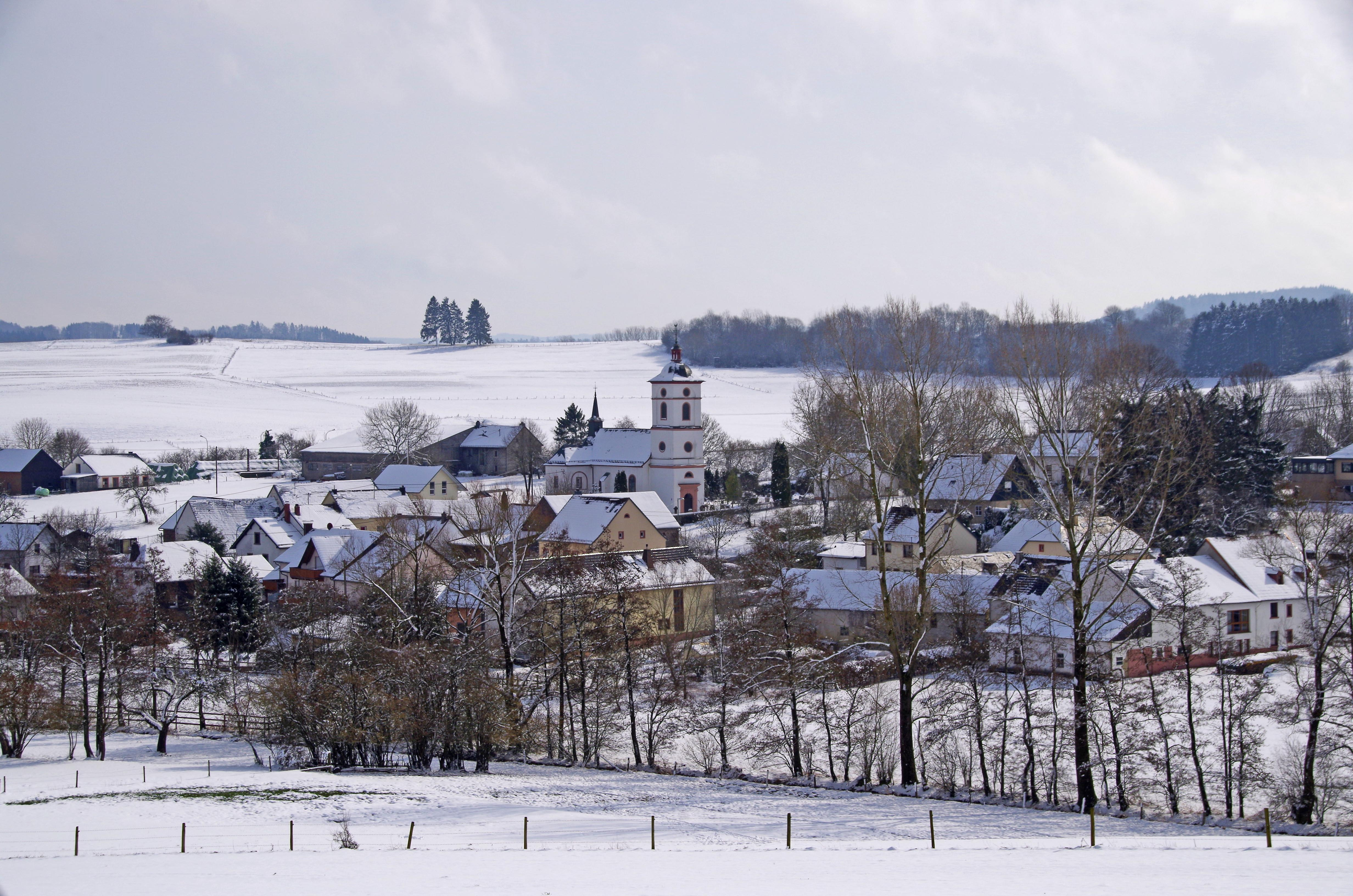
Auel (Steffeln), Blick von Nordwesten

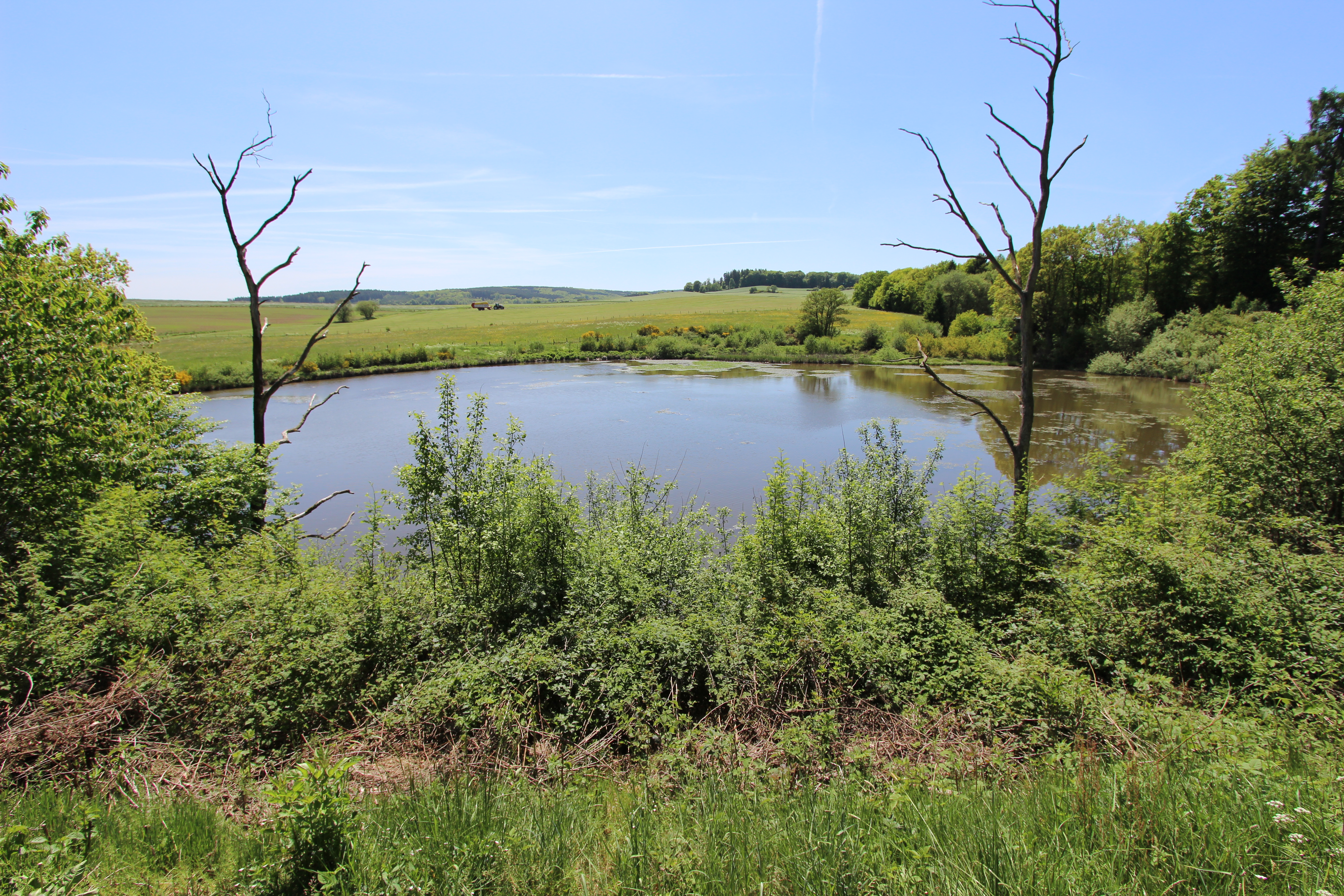
Eichholzmaar

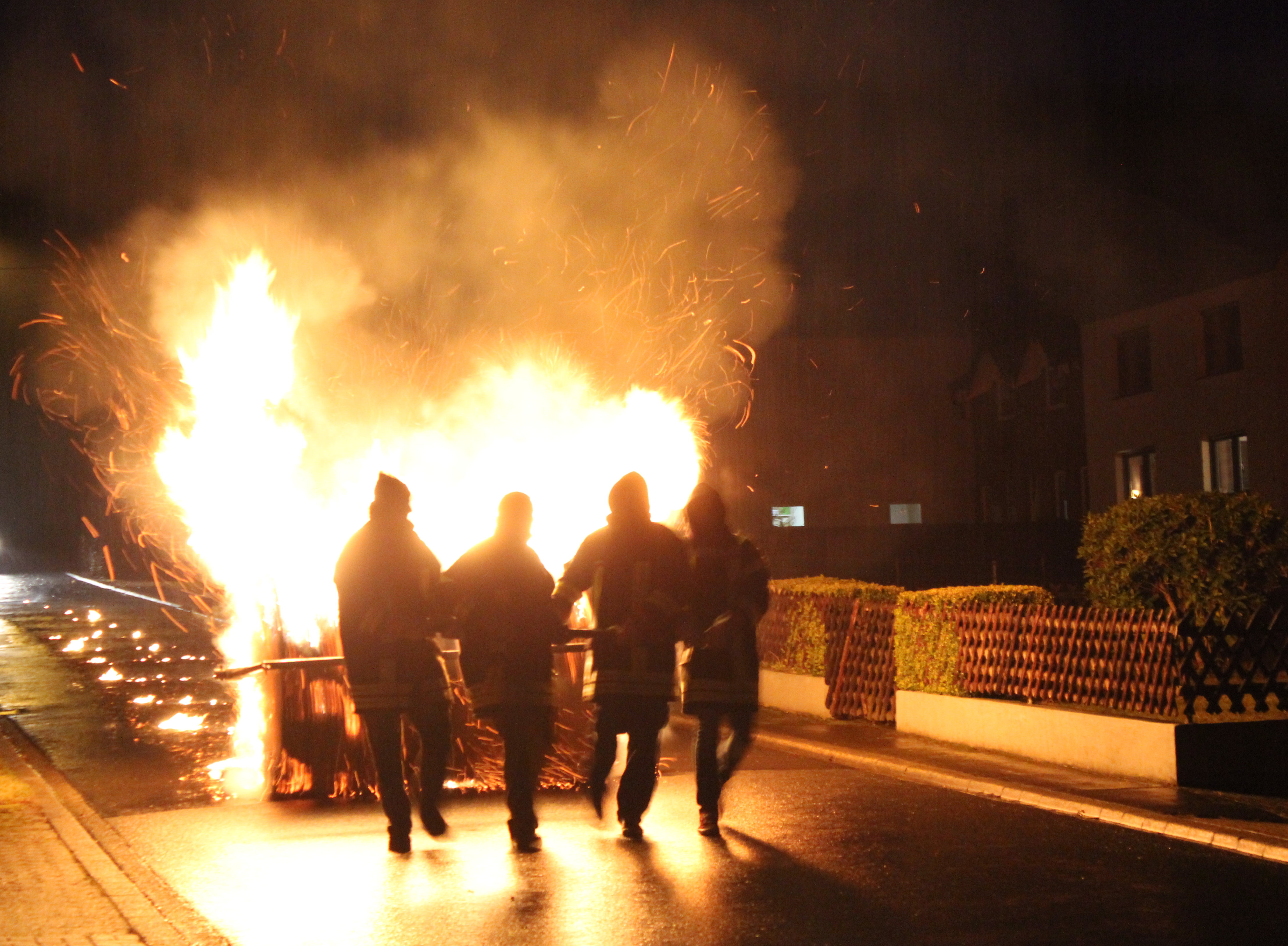
Raderscheiben durch Steffeln

Steffelner Drees (Mineralquelle)

Steffeln ist eine Ortsgemeinde im Landkreis Vulkaneifel in Rheinland-Pfalz. Sie gehört der Verbandsgemeinde Gerolstein an.

## Geographie

### Geographische Lage
Der Ort liegt in der Vulkaneifel. Zur Gemeinde Steffeln gehören die Ortsteile Auel und Lehnerath mit den Gehöften Kirchenhof, Lindenhof und Petershof sowie die Wohnplätze Rodert, Römerhof, Steffelner Mühle und Waldfrieden.

### Klima
Der Jahresniederschlag beträgt 946 mm.

## Geschichte
In römischer Zeit (2./3. Jahrhundert) befand sich oberhalb des heutigen Ortes ein Gutshof (Villa rustica). Die Römer bauten bereits die vulkanischen Tuffe am Kirchberg ab. Erstmals urkundlich genannt wird Steffeln im Jahr 943 als stephilines im Besitz der Abtei Prüm. Seit dem 13. Jahrhundert unter wechselnder Herrschaft (Herren bzw. Grafen Manderscheid-Schleiden, ab 1617 die Grafen von Manderscheid-Gerolstein) gehörte die Unterherrschaft Steffeln landeshoheitlich jedoch mehr als 300 Jahre zum Herzogtum Luxemburg (bis 1795). Dagegen waren die Ortsteile Auel (983 erstmals erwähnt) und Lehnerath im Besitz der Grafen von Manderscheid-Gerolstein.
Am 7. November 1970 wurde die bis dahin selbständige Gemeinde Auel (damals 153 Einwohner) nach Steffeln eingemeindet und der Weiler Lehnerath mit den Höfen Kirchenhof, Lindenhof und Petershof (zusammen damals 55 Einwohner) von der Gemeinde Basberg nach Steffeln umgemeindet. Gleichzeitig wurde Steffeln zusammen mit 14 weiteren Gemeinden vom aufgelösten Landkreis Prüm in den Landkreis Daun (seit 2007 Landkreis Vulkaneifel) umgegliedert.
Bevölkerungsentwicklung
Die Entwicklung der Einwohnerzahl von Steffeln bezogen auf das heutige Gemeindegebiet; die Werte von 1871 bis 1987 beruhen auf Volkszählungen:
| Jahr | Einwohner |
| ---- | --------- |
| 1815 | 342       |
| 1835 | 508       |
| 1871 | 583       |
| 1905 | 588       |
| 1939 | 711       |
| 1950 | 736       |
| 1961 | 633       |

| Jahr | Einwohner |
| ---- | --------- |
| 1970 | 632       |
| 1987 | 585       |
| 1997 | 608       |
| 2005 | 675       |
| 2011 | 642       |
| 2017 | 642       |
| 2023 | 629       |

## Politik

### Gemeinderat
Der Gemeinderat in Steffeln besteht aus zwölf Ratsmitgliedern, die bei der Kommunalwahl am 9. Juni 2024 in einer Mehrheitswahl gewählt wurden, und dem ehrenamtlichen Ortsbürgermeister als Vorsitzendem.

### Bürgermeister
Das Amt ist derzeit vakant. Bernd Meis wurde am 3. Juli 2024 Ortsbürgermeister von Steffeln. Bei der Direktwahl am 9. Juni 2024 war er als einziger Bewerber mit einem Stimmenanteil von 70,8 % gewählt worden. Am 11. Mai 2025 legte Bernd Meis das Amt vorzeitig nieder. Bis zur Neuwahl eines Ortsbürgermeisters führt der Erste Beigeordnete Bruno Juchems die Amtsgeschäfte der Ortsgemeinde.
Die Vorgängerin von Bernd Meis, Sonja Blameuser, hatte das Amt am 5. Juli 2019 übernommen. Zuvor war Werner Schweisthal zehn Jahre Ortsbürgermeister der Gemeinde.

### Wappen
| Wappen von Steffeln | Blasonierung: „In Silber eine blaue, von je einem sechsstrahligen blauen Stern flankierte Spitze; in der Spitze ein aufrechtes, silbernes Flammenschwert mit goldenem Griff.“                                                                                      |
| Wappen von Steffeln | Wappenbegründung: Die blaue Spitze symbolisiert den „Steffelnkopf“, der vom Ort den Namen hat. Das Flammenschwert ist das Attribut des Ortspatrons hl. Michael; die beiden Sterne erinnern an den Strahlenkranz des hl. Johannes Nepomuk, dem Ortspatron von Auel. |

## Kultur und Sehenswürdigkeiten
- Katholische Pfarrkirche St. Michael von 1711 in Steffeln
- Katholische Filialkirche St. Maria von 1760 in Auel
- Raderscheiben am ersten Sonntag der Fastenzeit (sogenannter Scheef-Sonntag)[12]
- Jährliches Kirmes- bzw. Kirchweihfest des heiligen Erzengels Michael am ersten Sonntag nach dem Michaelstag (29. September)
- Traditionelles Ratschen oder Klappern am Karfreitag und Karsamstag[13]
- Über das Gemeindegebiet sind zahlreiche – teils sehr alte – Wegekreuze verteilt[14]
- Die Votivkapelle Wahlhausen vom Architekten Fritz Thoma (Trier) aus dem Jahre 1946[15]
- Wanderrouten um Steffeln[16][17][18]
- Der ca. 1 km südwestlich gelegene Vulkankegel Steffelberg wurde, nachdem er seit den 1950er Jahren als Lavasteinbruch diente, in den 1990er Jahren zu einem Lehr- und Versuchsvulkan ausgebaut. Die Mitglieder des örtlichen Eifelvereins führen allgemeinverständlich als „Vulkangärtner“ durch die Anlage[19]
- Das Eichholzmaar, eines der zehn mit Wasser gefüllten Maaren in der Vulkaneifel, wurde vor einigen Jahren renaturiert. Der Maarsee weist eine Fläche von ca. 11.000 m² auf. Das Eichholzmaar hat eine Maximaltiefe von lediglich rund 3 m. Der kleine Maarsee hat sich in den letzten Jahren zu einem Refugium für seltene Vögel entwickelt. Am westlichen Ufer gibt es eine Vogelbeobachtungsstation.[20]
- Die Mineralquellen „Steffelner Drees“ (⊙) und „Aueler Drees“ (⊙)[21]

## Persönlichkeiten
- Maria Mies (* 1931 in Steffeln; † 2023 in Köln), Soziologin, Hochschullehrerin und Globalisierungskritikerin